# Bahnstrecke La Chaux-de-Fonds–Les Ponts-de-Martel
| Streckennummer (BAV): | 234                 |                                            |                                            |
| Fahrplanfeld: | 222                 |                                            |                                            |
| Streckenlänge: | 16.23 km            |                                            |                                            |
| Spurweite: | 1000 mm (Meterspur) |                                            |                                            |
| Stromsystem: | 1500 V =            |                                            |                                            |
| Maximale Neigung: | 40 ‰                |                                            |                                            |
| |                     |                                            |                                            |
| La Chaux-de-Fonds–Sagne–Les Ponts-de-Martel |                     |                                            |                                            |
| \| \| \| SBB von Le Locle \| \| \| \| \| Abstellanlage, ehemalige Rollschemelanlage \| \| \| \| 0.00 \| La Chaux-de-Fonds \| 994 m ü. M. \| \| \| \| CJ nach Le Noirmont \| \| \| \| 0.67 \| La Chaux-de-Fonds-Grenier \| 1014 m ü. M. \| \| \| \| \| \| \| \| \| La Combe Richtung Biel (254 m) \| \| \| \| \| La Combe Richtung Neuchâtel (230 m) \| \| \| \| \| \| \| \| \| \| SBB nach Biel \| \| \| \| \| SBB nach Neuchâtel \| \| \| \| 2.67 \| Le Reymond \| 1066 m ü. M. \| \| \| \| Reymond (322 m) \| \| \| \| 4.22 \| Kulminationspunkt \| 1120 m ü. M. \| \| \| 5.02 \| La Corbatière \| 1115 m ü. M. \| \| \| 7.60 \| La Sagne-Eglise \| 1045 m ü. M. \| \| \| 9.33 \| La Sagne \| 1031 m ü. M. \| \| \| 10.94 \| Les Coeudres-Est \| 1020 m ü. M. \| \| \| 11.89 \| Les Coeudres \| 1014 m ü. M. \| \| \| 13.23 \| Petit-Martel-Est \| 1012 m ü. M. \| \| \| 14.30 \| Petit-Martel \| 1010 m ü. M. \| \| \| 15.20 \| Le Stand \| 1007 m ü. M. \| \| \| 16.23 \| Les Ponts-de-Martel \| 1009 m ü. M. \| \| \| \| Depot und Werkstätte \| \| |                     |                                            |                                            |
| Strecke |                     | SBB von Le Locle                           | SBB von Le Locle                           |
| Strecke · Strecke |                     | Abstellanlage, ehemalige Rollschemelanlage | Abstellanlage, ehemalige Rollschemelanlage |
| Bahnhof · Bahnhof | 0.00                | La Chaux-de-Fonds                          | 994 m ü. M.                                |
| Strecke von links · Abzweig geradeaus und nach rechts · Abzweig geradeaus und nach links |                     | CJ nach Le Noirmont                        | CJ nach Le Noirmont                        |
| Strecke · Strecke · Haltepunkt / Haltestelle | 0.67                | La Chaux-de-Fonds-Grenier                  | 1014 m ü. M.                               |
| Tunnelanfang · Tunnelanfang · Strecke |                     |                                            |                                            |
| Strecke von links · Kreuzung mit oberirdischer Strecke (im Tunnel) · Kreuzung mit oberirdischer Strecke (im Tunnel) · Strecke nach rechts |                     | La Combe Richtung Biel (254 m)             | La Combe Richtung Biel (254 m)             |
| Strecke · Strecke (im Tunnel) · Strecke (im Tunnel) |                     | La Combe Richtung Neuchâtel (230 m)        | La Combe Richtung Neuchâtel (230 m)        |
| Strecke · Tunnelende · Tunnelende |                     |                                            |                                            |
| Strecke · Strecke · Strecke nach links · Strecke quer |                     | SBB nach Biel                              | SBB nach Biel                              |
| Strecke · Strecke |                     | SBB nach Neuchâtel                         | SBB nach Neuchâtel                         |
| Haltepunkt / Haltestelle | 2.67                | Le Reymond                                 | 1066 m ü. M.                               |
| Tunnel |                     | Reymond (322 m)                            | Reymond (322 m)                            |
| Kulminations-/Scheitelpunkt | 4.22                | Kulminationspunkt                          | 1120 m ü. M.                               |
| Haltepunkt / Haltestelle | 5.02                | La Corbatière                              | 1115 m ü. M.                               |
| Haltepunkt / Haltestelle | 7.60                | La Sagne-Eglise                            | 1045 m ü. M.                               |
| Bahnhof | 9.33                | La Sagne                                   | 1031 m ü. M.                               |
| Haltepunkt / Haltestelle | 10.94               | Les Coeudres-Est                           | 1020 m ü. M.                               |
| Haltepunkt / Haltestelle | 11.89               | Les Coeudres                               | 1014 m ü. M.                               |
| Haltepunkt / Haltestelle | 13.23               | Petit-Martel-Est                           | 1012 m ü. M.                               |
| Haltepunkt / Haltestelle | 14.30               | Petit-Martel                               | 1010 m ü. M.                               |
| Haltepunkt / Haltestelle | 15.20               | Le Stand                                   | 1007 m ü. M.                               |
| Kopfbahnhof Streckenende | 16.23               | Les Ponts-de-Martel                        | 1009 m ü. M.                               |
| |                     | Depot und Werkstätte                       |                                            |

Die Bahnstrecke La Chaux-de-Fonds–Les Ponts-de-Martel ist eine meterspurige Schweizer Schmalspurbahn im Neuenburger Jura. Sie wird von den Transports Régionaux Neuchâtelois (TRN) betrieben und verbindet seit dem 26. Juli 1889 die Gemeinden Les Ponts-de-Martel und La Sagne im Hochtal Vallée des Ponts, auch als Vallée de la Sagne bezeichnet, mit La Chaux-de-Fonds.

## Streckenbeschreibung

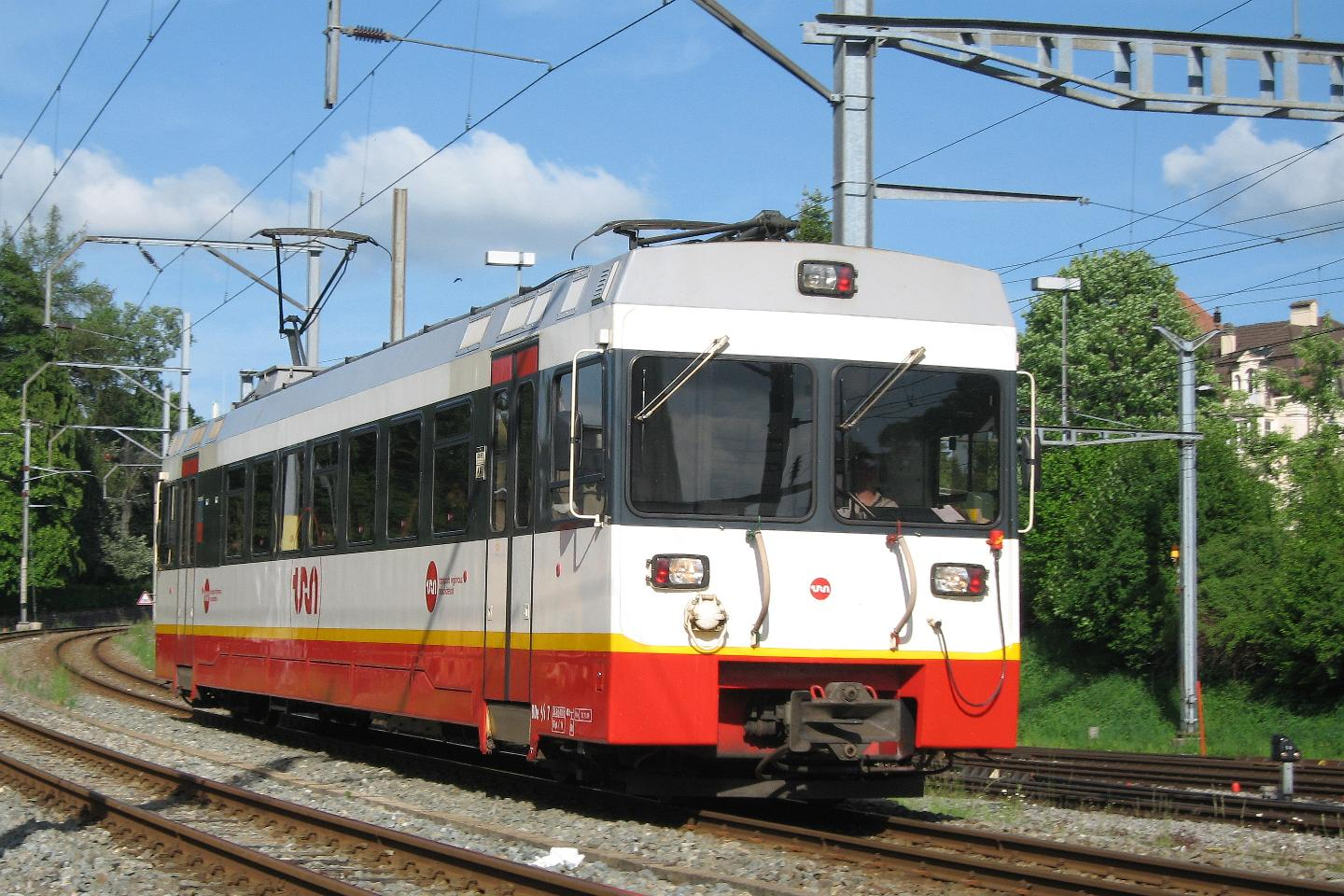
In den Bahnhof La Chaux-de-Fonds einfahrender Triebwagen aus dem Vallée de la Sagne der TRN

Die Bahnstrecke wurde durch die damalige Ponts–Sagne–Chaux-de-Fonds-Bahn (PSC) in Meterspur erstellt und misst etwas über 16 Kilometer. Sie ist einspurig und weist heute nur noch in La Sagne eine Kreuzungsmöglichkeit auf. In La Chaux-de-Fonds besteht seit dem 28. November 1893 Anschluss und eine gemeinsame Bahnhofanlage mit der ebenfalls meterspurigen Saignelégier–La Chaux-de-Fonds-Bahn (SC), die seit dem 1. Januar 1944 Teil der Chemins de fer du Jura (CJ) ist.
Mit einer starken Steigung von 40 Promille verlässt die Strecke den Bahnhof La Chaux-de-Fonds (auf 994 m ü. M.) und erreicht durch einen Tunnel am Reymond den Scheitelpunkt auf 1120 Meter. Von dort sinkt die Strecke mit zunächst 31 Promille Neigung ins Hochtal. Am Fuss der Lehne, die sie eben überschritten hat, führt die Strecke in fast gerader Linie nach La Sagne und von dort mit nur noch 16 Promille Neigung bis Les Ponts-de-Martel, wobei eine kurze Gegensteigung von 10 Promille zu bewältigen ist.  Die mehrgleisige Anlage in Les Ponts-de-Martel steht im Zusammenhang zur dortigen Depotanlage.
Bereits im Mai 1915 nahm die Saignelégier–La Chaux-de-Fonds-Bahn auf ihrer Strecke den Rollschemelverkehr mit Umladestation in La Chaux-de-Fonds auf. Dieselbe Rollschemelanlage wurde ab 1966 auch von der Chemins de fer des Montagnes Neuchâteloises mitbenutzt, die den Transport normalspuriger Eisenbahnwagen auf der Strecke nach Les Ponts-de-Martel aufnahm. Die CMN stellte aber den gesamten Güterverkehr schrittweise ein. Die Rollschemelgrube wurde auch von der CJ seit mehreren Jahren nicht mehr benutzt und besteht heute nicht mehr.

## Anschlussstrecken
Der normalspurige Bahnhofteil in La Chaux-de-Fonds besteht seit dem 2. Juli 1857, er war kurzzeitig Endpunkt der Strecke nach Le Locle, die von der Compagnie Jura industriel (JI) eröffnet wurde. Die Fortsetzung nach Convers wurde von selbiger Gesellschaft am 27. November 1859 eröffnet, von dort aus erfolgte bis Mitte 1860 die Durchbindung nach Neuchâtel, während Mitte 1874 die Strecke nach Biel/Bienne durch die Jura bernois (JB) eröffnet wurde. Am 17. Dezember 1888 wurde von der Gesellschaft Jura–Bern–Luzern (JBL) die direkte Strecke von Biel nach La Chaux-de-Fonds durch den Crosettes-Tunnel eröffnet, die Verbindung Renan–Le Convers wurde 1895 definitiv stillgelegt.